# Виласян, Ашот Енокович
Ашот Енокович Виласян (арм. Աշոտ Վիլասյան; род. 28 мая 1946, Толорс — 7 июля 2006, Ереван) — советский, российский и армянский тренер по тяжёлой атлетике. Мастер спорта СССР. Заслуженный тренер СССР (1984).

## Биография
Ашот Виласян родился 28 мая 1946 года в селе Толорс Сисианского района Армянской ССР. В 1949 году вместе с семьёй переехал в Ереван, где в возрасте 16 лет начал заниматься тяжёлой атлетикой под руководством Аветика Даниеляна. В 1971 году окончил Армянский государственный институт физической культуры. С 1971 по 1993 год занимался тренерской деятельностью в спортивных обществах «Спартак» и «Динамо». Наиболее известным учеником Виласяна был чемпион мира и Олимпийских игр Оксен Мирзоян, которого он тренировал на протяжении всей его спортивной карьеры (1977–1993).
В 1993–2003 годах жил в Санкт-Петербурге. Работая в СДЮШОР имени В. Ф. Краевского и Санкт-Петербургском училище олимпийского резерва №2, подготовил призёра чемпионатов Европы и мира среди юниоров Мамикона Мкртчяна, чемпионов Европы среди юношей Армена Туманяна и Тиграна Мхитаряна.
В 2003 году вернулся в Ереван. С февраля 2005 года был старшим тренером молодёжной сборной Армении по тяжёлой атлетике.
Умер 7 июля 2006 года. Похоронен на Тохмахском кладбище в Ереване.